# 夏出の薬師堂
夏出の薬師堂（なついでのやくしどう）は、福島県郡山市逢瀬町夏出にある仏堂。堂の中に安置された木造薬師如来坐像が郡山市指定重要有形文化財に、また、境内のイチョウと沈香の木はそれぞれ「夏出の大イチョウ」、「夏出の大キャラ」として郡山市指定天然記念物に指定されている。

## 沿革
かつて、この地には瑠璃光山円福寺という寺があったが廃寺となり、この薬師堂のみが残ったもの。
1841年（天保12年）に編集された二本松藩の歴史書「相生集」にこの薬師堂についての記録が残されており、それによると木造薬師如来坐像は運慶の作で、ある盲人がこの薬師堂を建てたところ、目が見えるようになったことから、江戸時代には参詣客で賑わったという。

## 文化財
- 木造薬師如来坐像 - 像高130cm、膝の幅120cm、杉材を用いた寄木造で運慶の作と伝わる[3]薬師如来像。郡山市指定重要有形文化財[4]。

木造薬師如来坐像
近くから

## 交通アクセス
- 東北自動車道郡山ICから福島県道29号長沼喜久田線を経由して車で10分（駐車場なし）